# Obrona Grünfelda
|   | a | b | c | d | e | f | g | h |   |
| 8 | a8 – Czarna wieża · b8 – Czarny skoczek · c8 – Czarny goniec · d8 – Czarny hetman · e8 – Czarny król · f8 – Czarny goniec · h8 – Czarna wieża · a7 – Czarny pionek · b7 – Czarny pionek · c7 – Czarny pionek · e7 – Czarny pionek · f7 – Czarny pionek · h7 – Czarny pionek · f6 – Czarny skoczek · g6 – Czarny pionek · d5 – Czarny pionek · c4 – Biały pionek · d4 – Biały pionek · c3 – Biały skoczek · a2 – Biały pionek · b2 – Biały pionek · e2 – Biały pionek · f2 – Biały pionek · g2 – Biały pionek · h2 – Biały pionek · a1 – Biała wieża · c1 – Biały goniec · d1 – Biały hetman · e1 – Biały król · f1 – Biały goniec · g1 – Biały skoczek · h1 – Biała wieża | a8 – Czarna wieża · b8 – Czarny skoczek · c8 – Czarny goniec · d8 – Czarny hetman · e8 – Czarny król · f8 – Czarny goniec · h8 – Czarna wieża · a7 – Czarny pionek · b7 – Czarny pionek · c7 – Czarny pionek · e7 – Czarny pionek · f7 – Czarny pionek · h7 – Czarny pionek · f6 – Czarny skoczek · g6 – Czarny pionek · d5 – Czarny pionek · c4 – Biały pionek · d4 – Biały pionek · c3 – Biały skoczek · a2 – Biały pionek · b2 – Biały pionek · e2 – Biały pionek · f2 – Biały pionek · g2 – Biały pionek · h2 – Biały pionek · a1 – Biała wieża · c1 – Biały goniec · d1 – Biały hetman · e1 – Biały król · f1 – Biały goniec · g1 – Biały skoczek · h1 – Biała wieża | a8 – Czarna wieża · b8 – Czarny skoczek · c8 – Czarny goniec · d8 – Czarny hetman · e8 – Czarny król · f8 – Czarny goniec · h8 – Czarna wieża · a7 – Czarny pionek · b7 – Czarny pionek · c7 – Czarny pionek · e7 – Czarny pionek · f7 – Czarny pionek · h7 – Czarny pionek · f6 – Czarny skoczek · g6 – Czarny pionek · d5 – Czarny pionek · c4 – Biały pionek · d4 – Biały pionek · c3 – Biały skoczek · a2 – Biały pionek · b2 – Biały pionek · e2 – Biały pionek · f2 – Biały pionek · g2 – Biały pionek · h2 – Biały pionek · a1 – Biała wieża · c1 – Biały goniec · d1 – Biały hetman · e1 – Biały król · f1 – Biały goniec · g1 – Biały skoczek · h1 – Biała wieża | a8 – Czarna wieża · b8 – Czarny skoczek · c8 – Czarny goniec · d8 – Czarny hetman · e8 – Czarny król · f8 – Czarny goniec · h8 – Czarna wieża · a7 – Czarny pionek · b7 – Czarny pionek · c7 – Czarny pionek · e7 – Czarny pionek · f7 – Czarny pionek · h7 – Czarny pionek · f6 – Czarny skoczek · g6 – Czarny pionek · d5 – Czarny pionek · c4 – Biały pionek · d4 – Biały pionek · c3 – Biały skoczek · a2 – Biały pionek · b2 – Biały pionek · e2 – Biały pionek · f2 – Biały pionek · g2 – Biały pionek · h2 – Biały pionek · a1 – Biała wieża · c1 – Biały goniec · d1 – Biały hetman · e1 – Biały król · f1 – Biały goniec · g1 – Biały skoczek · h1 – Biała wieża | a8 – Czarna wieża · b8 – Czarny skoczek · c8 – Czarny goniec · d8 – Czarny hetman · e8 – Czarny król · f8 – Czarny goniec · h8 – Czarna wieża · a7 – Czarny pionek · b7 – Czarny pionek · c7 – Czarny pionek · e7 – Czarny pionek · f7 – Czarny pionek · h7 – Czarny pionek · f6 – Czarny skoczek · g6 – Czarny pionek · d5 – Czarny pionek · c4 – Biały pionek · d4 – Biały pionek · c3 – Biały skoczek · a2 – Biały pionek · b2 – Biały pionek · e2 – Biały pionek · f2 – Biały pionek · g2 – Biały pionek · h2 – Biały pionek · a1 – Biała wieża · c1 – Biały goniec · d1 – Biały hetman · e1 – Biały król · f1 – Biały goniec · g1 – Biały skoczek · h1 – Biała wieża | a8 – Czarna wieża · b8 – Czarny skoczek · c8 – Czarny goniec · d8 – Czarny hetman · e8 – Czarny król · f8 – Czarny goniec · h8 – Czarna wieża · a7 – Czarny pionek · b7 – Czarny pionek · c7 – Czarny pionek · e7 – Czarny pionek · f7 – Czarny pionek · h7 – Czarny pionek · f6 – Czarny skoczek · g6 – Czarny pionek · d5 – Czarny pionek · c4 – Biały pionek · d4 – Biały pionek · c3 – Biały skoczek · a2 – Biały pionek · b2 – Biały pionek · e2 – Biały pionek · f2 – Biały pionek · g2 – Biały pionek · h2 – Biały pionek · a1 – Biała wieża · c1 – Biały goniec · d1 – Biały hetman · e1 – Biały król · f1 – Biały goniec · g1 – Biały skoczek · h1 – Biała wieża | a8 – Czarna wieża · b8 – Czarny skoczek · c8 – Czarny goniec · d8 – Czarny hetman · e8 – Czarny król · f8 – Czarny goniec · h8 – Czarna wieża · a7 – Czarny pionek · b7 – Czarny pionek · c7 – Czarny pionek · e7 – Czarny pionek · f7 – Czarny pionek · h7 – Czarny pionek · f6 – Czarny skoczek · g6 – Czarny pionek · d5 – Czarny pionek · c4 – Biały pionek · d4 – Biały pionek · c3 – Biały skoczek · a2 – Biały pionek · b2 – Biały pionek · e2 – Biały pionek · f2 – Biały pionek · g2 – Biały pionek · h2 – Biały pionek · a1 – Biała wieża · c1 – Biały goniec · d1 – Biały hetman · e1 – Biały król · f1 – Biały goniec · g1 – Biały skoczek · h1 – Biała wieża | a8 – Czarna wieża · b8 – Czarny skoczek · c8 – Czarny goniec · d8 – Czarny hetman · e8 – Czarny król · f8 – Czarny goniec · h8 – Czarna wieża · a7 – Czarny pionek · b7 – Czarny pionek · c7 – Czarny pionek · e7 – Czarny pionek · f7 – Czarny pionek · h7 – Czarny pionek · f6 – Czarny skoczek · g6 – Czarny pionek · d5 – Czarny pionek · c4 – Biały pionek · d4 – Biały pionek · c3 – Biały skoczek · a2 – Biały pionek · b2 – Biały pionek · e2 – Biały pionek · f2 – Biały pionek · g2 – Biały pionek · h2 – Biały pionek · a1 – Biała wieża · c1 – Biały goniec · d1 – Biały hetman · e1 – Biały król · f1 – Biały goniec · g1 – Biały skoczek · h1 – Biała wieża | 8 |
| 7 | a8 – Czarna wieża · b8 – Czarny skoczek · c8 – Czarny goniec · d8 – Czarny hetman · e8 – Czarny król · f8 – Czarny goniec · h8 – Czarna wieża · a7 – Czarny pionek · b7 – Czarny pionek · c7 – Czarny pionek · e7 – Czarny pionek · f7 – Czarny pionek · h7 – Czarny pionek · f6 – Czarny skoczek · g6 – Czarny pionek · d5 – Czarny pionek · c4 – Biały pionek · d4 – Biały pionek · c3 – Biały skoczek · a2 – Biały pionek · b2 – Biały pionek · e2 – Biały pionek · f2 – Biały pionek · g2 – Biały pionek · h2 – Biały pionek · a1 – Biała wieża · c1 – Biały goniec · d1 – Biały hetman · e1 – Biały król · f1 – Biały goniec · g1 – Biały skoczek · h1 – Biała wieża | a8 – Czarna wieża · b8 – Czarny skoczek · c8 – Czarny goniec · d8 – Czarny hetman · e8 – Czarny król · f8 – Czarny goniec · h8 – Czarna wieża · a7 – Czarny pionek · b7 – Czarny pionek · c7 – Czarny pionek · e7 – Czarny pionek · f7 – Czarny pionek · h7 – Czarny pionek · f6 – Czarny skoczek · g6 – Czarny pionek · d5 – Czarny pionek · c4 – Biały pionek · d4 – Biały pionek · c3 – Biały skoczek · a2 – Biały pionek · b2 – Biały pionek · e2 – Biały pionek · f2 – Biały pionek · g2 – Biały pionek · h2 – Biały pionek · a1 – Biała wieża · c1 – Biały goniec · d1 – Biały hetman · e1 – Biały król · f1 – Biały goniec · g1 – Biały skoczek · h1 – Biała wieża | a8 – Czarna wieża · b8 – Czarny skoczek · c8 – Czarny goniec · d8 – Czarny hetman · e8 – Czarny król · f8 – Czarny goniec · h8 – Czarna wieża · a7 – Czarny pionek · b7 – Czarny pionek · c7 – Czarny pionek · e7 – Czarny pionek · f7 – Czarny pionek · h7 – Czarny pionek · f6 – Czarny skoczek · g6 – Czarny pionek · d5 – Czarny pionek · c4 – Biały pionek · d4 – Biały pionek · c3 – Biały skoczek · a2 – Biały pionek · b2 – Biały pionek · e2 – Biały pionek · f2 – Biały pionek · g2 – Biały pionek · h2 – Biały pionek · a1 – Biała wieża · c1 – Biały goniec · d1 – Biały hetman · e1 – Biały król · f1 – Biały goniec · g1 – Biały skoczek · h1 – Biała wieża | a8 – Czarna wieża · b8 – Czarny skoczek · c8 – Czarny goniec · d8 – Czarny hetman · e8 – Czarny król · f8 – Czarny goniec · h8 – Czarna wieża · a7 – Czarny pionek · b7 – Czarny pionek · c7 – Czarny pionek · e7 – Czarny pionek · f7 – Czarny pionek · h7 – Czarny pionek · f6 – Czarny skoczek · g6 – Czarny pionek · d5 – Czarny pionek · c4 – Biały pionek · d4 – Biały pionek · c3 – Biały skoczek · a2 – Biały pionek · b2 – Biały pionek · e2 – Biały pionek · f2 – Biały pionek · g2 – Biały pionek · h2 – Biały pionek · a1 – Biała wieża · c1 – Biały goniec · d1 – Biały hetman · e1 – Biały król · f1 – Biały goniec · g1 – Biały skoczek · h1 – Biała wieża | a8 – Czarna wieża · b8 – Czarny skoczek · c8 – Czarny goniec · d8 – Czarny hetman · e8 – Czarny król · f8 – Czarny goniec · h8 – Czarna wieża · a7 – Czarny pionek · b7 – Czarny pionek · c7 – Czarny pionek · e7 – Czarny pionek · f7 – Czarny pionek · h7 – Czarny pionek · f6 – Czarny skoczek · g6 – Czarny pionek · d5 – Czarny pionek · c4 – Biały pionek · d4 – Biały pionek · c3 – Biały skoczek · a2 – Biały pionek · b2 – Biały pionek · e2 – Biały pionek · f2 – Biały pionek · g2 – Biały pionek · h2 – Biały pionek · a1 – Biała wieża · c1 – Biały goniec · d1 – Biały hetman · e1 – Biały król · f1 – Biały goniec · g1 – Biały skoczek · h1 – Biała wieża | a8 – Czarna wieża · b8 – Czarny skoczek · c8 – Czarny goniec · d8 – Czarny hetman · e8 – Czarny król · f8 – Czarny goniec · h8 – Czarna wieża · a7 – Czarny pionek · b7 – Czarny pionek · c7 – Czarny pionek · e7 – Czarny pionek · f7 – Czarny pionek · h7 – Czarny pionek · f6 – Czarny skoczek · g6 – Czarny pionek · d5 – Czarny pionek · c4 – Biały pionek · d4 – Biały pionek · c3 – Biały skoczek · a2 – Biały pionek · b2 – Biały pionek · e2 – Biały pionek · f2 – Biały pionek · g2 – Biały pionek · h2 – Biały pionek · a1 – Biała wieża · c1 – Biały goniec · d1 – Biały hetman · e1 – Biały król · f1 – Biały goniec · g1 – Biały skoczek · h1 – Biała wieża | a8 – Czarna wieża · b8 – Czarny skoczek · c8 – Czarny goniec · d8 – Czarny hetman · e8 – Czarny król · f8 – Czarny goniec · h8 – Czarna wieża · a7 – Czarny pionek · b7 – Czarny pionek · c7 – Czarny pionek · e7 – Czarny pionek · f7 – Czarny pionek · h7 – Czarny pionek · f6 – Czarny skoczek · g6 – Czarny pionek · d5 – Czarny pionek · c4 – Biały pionek · d4 – Biały pionek · c3 – Biały skoczek · a2 – Biały pionek · b2 – Biały pionek · e2 – Biały pionek · f2 – Biały pionek · g2 – Biały pionek · h2 – Biały pionek · a1 – Biała wieża · c1 – Biały goniec · d1 – Biały hetman · e1 – Biały król · f1 – Biały goniec · g1 – Biały skoczek · h1 – Biała wieża | a8 – Czarna wieża · b8 – Czarny skoczek · c8 – Czarny goniec · d8 – Czarny hetman · e8 – Czarny król · f8 – Czarny goniec · h8 – Czarna wieża · a7 – Czarny pionek · b7 – Czarny pionek · c7 – Czarny pionek · e7 – Czarny pionek · f7 – Czarny pionek · h7 – Czarny pionek · f6 – Czarny skoczek · g6 – Czarny pionek · d5 – Czarny pionek · c4 – Biały pionek · d4 – Biały pionek · c3 – Biały skoczek · a2 – Biały pionek · b2 – Biały pionek · e2 – Biały pionek · f2 – Biały pionek · g2 – Biały pionek · h2 – Biały pionek · a1 – Biała wieża · c1 – Biały goniec · d1 – Biały hetman · e1 – Biały król · f1 – Biały goniec · g1 – Biały skoczek · h1 – Biała wieża | 7 |
| 6 | a8 – Czarna wieża · b8 – Czarny skoczek · c8 – Czarny goniec · d8 – Czarny hetman · e8 – Czarny król · f8 – Czarny goniec · h8 – Czarna wieża · a7 – Czarny pionek · b7 – Czarny pionek · c7 – Czarny pionek · e7 – Czarny pionek · f7 – Czarny pionek · h7 – Czarny pionek · f6 – Czarny skoczek · g6 – Czarny pionek · d5 – Czarny pionek · c4 – Biały pionek · d4 – Biały pionek · c3 – Biały skoczek · a2 – Biały pionek · b2 – Biały pionek · e2 – Biały pionek · f2 – Biały pionek · g2 – Biały pionek · h2 – Biały pionek · a1 – Biała wieża · c1 – Biały goniec · d1 – Biały hetman · e1 – Biały król · f1 – Biały goniec · g1 – Biały skoczek · h1 – Biała wieża | a8 – Czarna wieża · b8 – Czarny skoczek · c8 – Czarny goniec · d8 – Czarny hetman · e8 – Czarny król · f8 – Czarny goniec · h8 – Czarna wieża · a7 – Czarny pionek · b7 – Czarny pionek · c7 – Czarny pionek · e7 – Czarny pionek · f7 – Czarny pionek · h7 – Czarny pionek · f6 – Czarny skoczek · g6 – Czarny pionek · d5 – Czarny pionek · c4 – Biały pionek · d4 – Biały pionek · c3 – Biały skoczek · a2 – Biały pionek · b2 – Biały pionek · e2 – Biały pionek · f2 – Biały pionek · g2 – Biały pionek · h2 – Biały pionek · a1 – Biała wieża · c1 – Biały goniec · d1 – Biały hetman · e1 – Biały król · f1 – Biały goniec · g1 – Biały skoczek · h1 – Biała wieża | a8 – Czarna wieża · b8 – Czarny skoczek · c8 – Czarny goniec · d8 – Czarny hetman · e8 – Czarny król · f8 – Czarny goniec · h8 – Czarna wieża · a7 – Czarny pionek · b7 – Czarny pionek · c7 – Czarny pionek · e7 – Czarny pionek · f7 – Czarny pionek · h7 – Czarny pionek · f6 – Czarny skoczek · g6 – Czarny pionek · d5 – Czarny pionek · c4 – Biały pionek · d4 – Biały pionek · c3 – Biały skoczek · a2 – Biały pionek · b2 – Biały pionek · e2 – Biały pionek · f2 – Biały pionek · g2 – Biały pionek · h2 – Biały pionek · a1 – Biała wieża · c1 – Biały goniec · d1 – Biały hetman · e1 – Biały król · f1 – Biały goniec · g1 – Biały skoczek · h1 – Biała wieża | a8 – Czarna wieża · b8 – Czarny skoczek · c8 – Czarny goniec · d8 – Czarny hetman · e8 – Czarny król · f8 – Czarny goniec · h8 – Czarna wieża · a7 – Czarny pionek · b7 – Czarny pionek · c7 – Czarny pionek · e7 – Czarny pionek · f7 – Czarny pionek · h7 – Czarny pionek · f6 – Czarny skoczek · g6 – Czarny pionek · d5 – Czarny pionek · c4 – Biały pionek · d4 – Biały pionek · c3 – Biały skoczek · a2 – Biały pionek · b2 – Biały pionek · e2 – Biały pionek · f2 – Biały pionek · g2 – Biały pionek · h2 – Biały pionek · a1 – Biała wieża · c1 – Biały goniec · d1 – Biały hetman · e1 – Biały król · f1 – Biały goniec · g1 – Biały skoczek · h1 – Biała wieża | a8 – Czarna wieża · b8 – Czarny skoczek · c8 – Czarny goniec · d8 – Czarny hetman · e8 – Czarny król · f8 – Czarny goniec · h8 – Czarna wieża · a7 – Czarny pionek · b7 – Czarny pionek · c7 – Czarny pionek · e7 – Czarny pionek · f7 – Czarny pionek · h7 – Czarny pionek · f6 – Czarny skoczek · g6 – Czarny pionek · d5 – Czarny pionek · c4 – Biały pionek · d4 – Biały pionek · c3 – Biały skoczek · a2 – Biały pionek · b2 – Biały pionek · e2 – Biały pionek · f2 – Biały pionek · g2 – Biały pionek · h2 – Biały pionek · a1 – Biała wieża · c1 – Biały goniec · d1 – Biały hetman · e1 – Biały król · f1 – Biały goniec · g1 – Biały skoczek · h1 – Biała wieża | a8 – Czarna wieża · b8 – Czarny skoczek · c8 – Czarny goniec · d8 – Czarny hetman · e8 – Czarny król · f8 – Czarny goniec · h8 – Czarna wieża · a7 – Czarny pionek · b7 – Czarny pionek · c7 – Czarny pionek · e7 – Czarny pionek · f7 – Czarny pionek · h7 – Czarny pionek · f6 – Czarny skoczek · g6 – Czarny pionek · d5 – Czarny pionek · c4 – Biały pionek · d4 – Biały pionek · c3 – Biały skoczek · a2 – Biały pionek · b2 – Biały pionek · e2 – Biały pionek · f2 – Biały pionek · g2 – Biały pionek · h2 – Biały pionek · a1 – Biała wieża · c1 – Biały goniec · d1 – Biały hetman · e1 – Biały król · f1 – Biały goniec · g1 – Biały skoczek · h1 – Biała wieża | a8 – Czarna wieża · b8 – Czarny skoczek · c8 – Czarny goniec · d8 – Czarny hetman · e8 – Czarny król · f8 – Czarny goniec · h8 – Czarna wieża · a7 – Czarny pionek · b7 – Czarny pionek · c7 – Czarny pionek · e7 – Czarny pionek · f7 – Czarny pionek · h7 – Czarny pionek · f6 – Czarny skoczek · g6 – Czarny pionek · d5 – Czarny pionek · c4 – Biały pionek · d4 – Biały pionek · c3 – Biały skoczek · a2 – Biały pionek · b2 – Biały pionek · e2 – Biały pionek · f2 – Biały pionek · g2 – Biały pionek · h2 – Biały pionek · a1 – Biała wieża · c1 – Biały goniec · d1 – Biały hetman · e1 – Biały król · f1 – Biały goniec · g1 – Biały skoczek · h1 – Biała wieża | a8 – Czarna wieża · b8 – Czarny skoczek · c8 – Czarny goniec · d8 – Czarny hetman · e8 – Czarny król · f8 – Czarny goniec · h8 – Czarna wieża · a7 – Czarny pionek · b7 – Czarny pionek · c7 – Czarny pionek · e7 – Czarny pionek · f7 – Czarny pionek · h7 – Czarny pionek · f6 – Czarny skoczek · g6 – Czarny pionek · d5 – Czarny pionek · c4 – Biały pionek · d4 – Biały pionek · c3 – Biały skoczek · a2 – Biały pionek · b2 – Biały pionek · e2 – Biały pionek · f2 – Biały pionek · g2 – Biały pionek · h2 – Biały pionek · a1 – Biała wieża · c1 – Biały goniec · d1 – Biały hetman · e1 – Biały król · f1 – Biały goniec · g1 – Biały skoczek · h1 – Biała wieża | 6 |
| 5 | a8 – Czarna wieża · b8 – Czarny skoczek · c8 – Czarny goniec · d8 – Czarny hetman · e8 – Czarny król · f8 – Czarny goniec · h8 – Czarna wieża · a7 – Czarny pionek · b7 – Czarny pionek · c7 – Czarny pionek · e7 – Czarny pionek · f7 – Czarny pionek · h7 – Czarny pionek · f6 – Czarny skoczek · g6 – Czarny pionek · d5 – Czarny pionek · c4 – Biały pionek · d4 – Biały pionek · c3 – Biały skoczek · a2 – Biały pionek · b2 – Biały pionek · e2 – Biały pionek · f2 – Biały pionek · g2 – Biały pionek · h2 – Biały pionek · a1 – Biała wieża · c1 – Biały goniec · d1 – Biały hetman · e1 – Biały król · f1 – Biały goniec · g1 – Biały skoczek · h1 – Biała wieża | a8 – Czarna wieża · b8 – Czarny skoczek · c8 – Czarny goniec · d8 – Czarny hetman · e8 – Czarny król · f8 – Czarny goniec · h8 – Czarna wieża · a7 – Czarny pionek · b7 – Czarny pionek · c7 – Czarny pionek · e7 – Czarny pionek · f7 – Czarny pionek · h7 – Czarny pionek · f6 – Czarny skoczek · g6 – Czarny pionek · d5 – Czarny pionek · c4 – Biały pionek · d4 – Biały pionek · c3 – Biały skoczek · a2 – Biały pionek · b2 – Biały pionek · e2 – Biały pionek · f2 – Biały pionek · g2 – Biały pionek · h2 – Biały pionek · a1 – Biała wieża · c1 – Biały goniec · d1 – Biały hetman · e1 – Biały król · f1 – Biały goniec · g1 – Biały skoczek · h1 – Biała wieża | a8 – Czarna wieża · b8 – Czarny skoczek · c8 – Czarny goniec · d8 – Czarny hetman · e8 – Czarny król · f8 – Czarny goniec · h8 – Czarna wieża · a7 – Czarny pionek · b7 – Czarny pionek · c7 – Czarny pionek · e7 – Czarny pionek · f7 – Czarny pionek · h7 – Czarny pionek · f6 – Czarny skoczek · g6 – Czarny pionek · d5 – Czarny pionek · c4 – Biały pionek · d4 – Biały pionek · c3 – Biały skoczek · a2 – Biały pionek · b2 – Biały pionek · e2 – Biały pionek · f2 – Biały pionek · g2 – Biały pionek · h2 – Biały pionek · a1 – Biała wieża · c1 – Biały goniec · d1 – Biały hetman · e1 – Biały król · f1 – Biały goniec · g1 – Biały skoczek · h1 – Biała wieża | a8 – Czarna wieża · b8 – Czarny skoczek · c8 – Czarny goniec · d8 – Czarny hetman · e8 – Czarny król · f8 – Czarny goniec · h8 – Czarna wieża · a7 – Czarny pionek · b7 – Czarny pionek · c7 – Czarny pionek · e7 – Czarny pionek · f7 – Czarny pionek · h7 – Czarny pionek · f6 – Czarny skoczek · g6 – Czarny pionek · d5 – Czarny pionek · c4 – Biały pionek · d4 – Biały pionek · c3 – Biały skoczek · a2 – Biały pionek · b2 – Biały pionek · e2 – Biały pionek · f2 – Biały pionek · g2 – Biały pionek · h2 – Biały pionek · a1 – Biała wieża · c1 – Biały goniec · d1 – Biały hetman · e1 – Biały król · f1 – Biały goniec · g1 – Biały skoczek · h1 – Biała wieża | a8 – Czarna wieża · b8 – Czarny skoczek · c8 – Czarny goniec · d8 – Czarny hetman · e8 – Czarny król · f8 – Czarny goniec · h8 – Czarna wieża · a7 – Czarny pionek · b7 – Czarny pionek · c7 – Czarny pionek · e7 – Czarny pionek · f7 – Czarny pionek · h7 – Czarny pionek · f6 – Czarny skoczek · g6 – Czarny pionek · d5 – Czarny pionek · c4 – Biały pionek · d4 – Biały pionek · c3 – Biały skoczek · a2 – Biały pionek · b2 – Biały pionek · e2 – Biały pionek · f2 – Biały pionek · g2 – Biały pionek · h2 – Biały pionek · a1 – Biała wieża · c1 – Biały goniec · d1 – Biały hetman · e1 – Biały król · f1 – Biały goniec · g1 – Biały skoczek · h1 – Biała wieża | a8 – Czarna wieża · b8 – Czarny skoczek · c8 – Czarny goniec · d8 – Czarny hetman · e8 – Czarny król · f8 – Czarny goniec · h8 – Czarna wieża · a7 – Czarny pionek · b7 – Czarny pionek · c7 – Czarny pionek · e7 – Czarny pionek · f7 – Czarny pionek · h7 – Czarny pionek · f6 – Czarny skoczek · g6 – Czarny pionek · d5 – Czarny pionek · c4 – Biały pionek · d4 – Biały pionek · c3 – Biały skoczek · a2 – Biały pionek · b2 – Biały pionek · e2 – Biały pionek · f2 – Biały pionek · g2 – Biały pionek · h2 – Biały pionek · a1 – Biała wieża · c1 – Biały goniec · d1 – Biały hetman · e1 – Biały król · f1 – Biały goniec · g1 – Biały skoczek · h1 – Biała wieża | a8 – Czarna wieża · b8 – Czarny skoczek · c8 – Czarny goniec · d8 – Czarny hetman · e8 – Czarny król · f8 – Czarny goniec · h8 – Czarna wieża · a7 – Czarny pionek · b7 – Czarny pionek · c7 – Czarny pionek · e7 – Czarny pionek · f7 – Czarny pionek · h7 – Czarny pionek · f6 – Czarny skoczek · g6 – Czarny pionek · d5 – Czarny pionek · c4 – Biały pionek · d4 – Biały pionek · c3 – Biały skoczek · a2 – Biały pionek · b2 – Biały pionek · e2 – Biały pionek · f2 – Biały pionek · g2 – Biały pionek · h2 – Biały pionek · a1 – Biała wieża · c1 – Biały goniec · d1 – Biały hetman · e1 – Biały król · f1 – Biały goniec · g1 – Biały skoczek · h1 – Biała wieża | a8 – Czarna wieża · b8 – Czarny skoczek · c8 – Czarny goniec · d8 – Czarny hetman · e8 – Czarny król · f8 – Czarny goniec · h8 – Czarna wieża · a7 – Czarny pionek · b7 – Czarny pionek · c7 – Czarny pionek · e7 – Czarny pionek · f7 – Czarny pionek · h7 – Czarny pionek · f6 – Czarny skoczek · g6 – Czarny pionek · d5 – Czarny pionek · c4 – Biały pionek · d4 – Biały pionek · c3 – Biały skoczek · a2 – Biały pionek · b2 – Biały pionek · e2 – Biały pionek · f2 – Biały pionek · g2 – Biały pionek · h2 – Biały pionek · a1 – Biała wieża · c1 – Biały goniec · d1 – Biały hetman · e1 – Biały król · f1 – Biały goniec · g1 – Biały skoczek · h1 – Biała wieża | 5 |
| 4 | a8 – Czarna wieża · b8 – Czarny skoczek · c8 – Czarny goniec · d8 – Czarny hetman · e8 – Czarny król · f8 – Czarny goniec · h8 – Czarna wieża · a7 – Czarny pionek · b7 – Czarny pionek · c7 – Czarny pionek · e7 – Czarny pionek · f7 – Czarny pionek · h7 – Czarny pionek · f6 – Czarny skoczek · g6 – Czarny pionek · d5 – Czarny pionek · c4 – Biały pionek · d4 – Biały pionek · c3 – Biały skoczek · a2 – Biały pionek · b2 – Biały pionek · e2 – Biały pionek · f2 – Biały pionek · g2 – Biały pionek · h2 – Biały pionek · a1 – Biała wieża · c1 – Biały goniec · d1 – Biały hetman · e1 – Biały król · f1 – Biały goniec · g1 – Biały skoczek · h1 – Biała wieża | a8 – Czarna wieża · b8 – Czarny skoczek · c8 – Czarny goniec · d8 – Czarny hetman · e8 – Czarny król · f8 – Czarny goniec · h8 – Czarna wieża · a7 – Czarny pionek · b7 – Czarny pionek · c7 – Czarny pionek · e7 – Czarny pionek · f7 – Czarny pionek · h7 – Czarny pionek · f6 – Czarny skoczek · g6 – Czarny pionek · d5 – Czarny pionek · c4 – Biały pionek · d4 – Biały pionek · c3 – Biały skoczek · a2 – Biały pionek · b2 – Biały pionek · e2 – Biały pionek · f2 – Biały pionek · g2 – Biały pionek · h2 – Biały pionek · a1 – Biała wieża · c1 – Biały goniec · d1 – Biały hetman · e1 – Biały król · f1 – Biały goniec · g1 – Biały skoczek · h1 – Biała wieża | a8 – Czarna wieża · b8 – Czarny skoczek · c8 – Czarny goniec · d8 – Czarny hetman · e8 – Czarny król · f8 – Czarny goniec · h8 – Czarna wieża · a7 – Czarny pionek · b7 – Czarny pionek · c7 – Czarny pionek · e7 – Czarny pionek · f7 – Czarny pionek · h7 – Czarny pionek · f6 – Czarny skoczek · g6 – Czarny pionek · d5 – Czarny pionek · c4 – Biały pionek · d4 – Biały pionek · c3 – Biały skoczek · a2 – Biały pionek · b2 – Biały pionek · e2 – Biały pionek · f2 – Biały pionek · g2 – Biały pionek · h2 – Biały pionek · a1 – Biała wieża · c1 – Biały goniec · d1 – Biały hetman · e1 – Biały król · f1 – Biały goniec · g1 – Biały skoczek · h1 – Biała wieża | a8 – Czarna wieża · b8 – Czarny skoczek · c8 – Czarny goniec · d8 – Czarny hetman · e8 – Czarny król · f8 – Czarny goniec · h8 – Czarna wieża · a7 – Czarny pionek · b7 – Czarny pionek · c7 – Czarny pionek · e7 – Czarny pionek · f7 – Czarny pionek · h7 – Czarny pionek · f6 – Czarny skoczek · g6 – Czarny pionek · d5 – Czarny pionek · c4 – Biały pionek · d4 – Biały pionek · c3 – Biały skoczek · a2 – Biały pionek · b2 – Biały pionek · e2 – Biały pionek · f2 – Biały pionek · g2 – Biały pionek · h2 – Biały pionek · a1 – Biała wieża · c1 – Biały goniec · d1 – Biały hetman · e1 – Biały król · f1 – Biały goniec · g1 – Biały skoczek · h1 – Biała wieża | a8 – Czarna wieża · b8 – Czarny skoczek · c8 – Czarny goniec · d8 – Czarny hetman · e8 – Czarny król · f8 – Czarny goniec · h8 – Czarna wieża · a7 – Czarny pionek · b7 – Czarny pionek · c7 – Czarny pionek · e7 – Czarny pionek · f7 – Czarny pionek · h7 – Czarny pionek · f6 – Czarny skoczek · g6 – Czarny pionek · d5 – Czarny pionek · c4 – Biały pionek · d4 – Biały pionek · c3 – Biały skoczek · a2 – Biały pionek · b2 – Biały pionek · e2 – Biały pionek · f2 – Biały pionek · g2 – Biały pionek · h2 – Biały pionek · a1 – Biała wieża · c1 – Biały goniec · d1 – Biały hetman · e1 – Biały król · f1 – Biały goniec · g1 – Biały skoczek · h1 – Biała wieża | a8 – Czarna wieża · b8 – Czarny skoczek · c8 – Czarny goniec · d8 – Czarny hetman · e8 – Czarny król · f8 – Czarny goniec · h8 – Czarna wieża · a7 – Czarny pionek · b7 – Czarny pionek · c7 – Czarny pionek · e7 – Czarny pionek · f7 – Czarny pionek · h7 – Czarny pionek · f6 – Czarny skoczek · g6 – Czarny pionek · d5 – Czarny pionek · c4 – Biały pionek · d4 – Biały pionek · c3 – Biały skoczek · a2 – Biały pionek · b2 – Biały pionek · e2 – Biały pionek · f2 – Biały pionek · g2 – Biały pionek · h2 – Biały pionek · a1 – Biała wieża · c1 – Biały goniec · d1 – Biały hetman · e1 – Biały król · f1 – Biały goniec · g1 – Biały skoczek · h1 – Biała wieża | a8 – Czarna wieża · b8 – Czarny skoczek · c8 – Czarny goniec · d8 – Czarny hetman · e8 – Czarny król · f8 – Czarny goniec · h8 – Czarna wieża · a7 – Czarny pionek · b7 – Czarny pionek · c7 – Czarny pionek · e7 – Czarny pionek · f7 – Czarny pionek · h7 – Czarny pionek · f6 – Czarny skoczek · g6 – Czarny pionek · d5 – Czarny pionek · c4 – Biały pionek · d4 – Biały pionek · c3 – Biały skoczek · a2 – Biały pionek · b2 – Biały pionek · e2 – Biały pionek · f2 – Biały pionek · g2 – Biały pionek · h2 – Biały pionek · a1 – Biała wieża · c1 – Biały goniec · d1 – Biały hetman · e1 – Biały król · f1 – Biały goniec · g1 – Biały skoczek · h1 – Biała wieża | a8 – Czarna wieża · b8 – Czarny skoczek · c8 – Czarny goniec · d8 – Czarny hetman · e8 – Czarny król · f8 – Czarny goniec · h8 – Czarna wieża · a7 – Czarny pionek · b7 – Czarny pionek · c7 – Czarny pionek · e7 – Czarny pionek · f7 – Czarny pionek · h7 – Czarny pionek · f6 – Czarny skoczek · g6 – Czarny pionek · d5 – Czarny pionek · c4 – Biały pionek · d4 – Biały pionek · c3 – Biały skoczek · a2 – Biały pionek · b2 – Biały pionek · e2 – Biały pionek · f2 – Biały pionek · g2 – Biały pionek · h2 – Biały pionek · a1 – Biała wieża · c1 – Biały goniec · d1 – Biały hetman · e1 – Biały król · f1 – Biały goniec · g1 – Biały skoczek · h1 – Biała wieża | 4 |
| 3 | a8 – Czarna wieża · b8 – Czarny skoczek · c8 – Czarny goniec · d8 – Czarny hetman · e8 – Czarny król · f8 – Czarny goniec · h8 – Czarna wieża · a7 – Czarny pionek · b7 – Czarny pionek · c7 – Czarny pionek · e7 – Czarny pionek · f7 – Czarny pionek · h7 – Czarny pionek · f6 – Czarny skoczek · g6 – Czarny pionek · d5 – Czarny pionek · c4 – Biały pionek · d4 – Biały pionek · c3 – Biały skoczek · a2 – Biały pionek · b2 – Biały pionek · e2 – Biały pionek · f2 – Biały pionek · g2 – Biały pionek · h2 – Biały pionek · a1 – Biała wieża · c1 – Biały goniec · d1 – Biały hetman · e1 – Biały król · f1 – Biały goniec · g1 – Biały skoczek · h1 – Biała wieża | a8 – Czarna wieża · b8 – Czarny skoczek · c8 – Czarny goniec · d8 – Czarny hetman · e8 – Czarny król · f8 – Czarny goniec · h8 – Czarna wieża · a7 – Czarny pionek · b7 – Czarny pionek · c7 – Czarny pionek · e7 – Czarny pionek · f7 – Czarny pionek · h7 – Czarny pionek · f6 – Czarny skoczek · g6 – Czarny pionek · d5 – Czarny pionek · c4 – Biały pionek · d4 – Biały pionek · c3 – Biały skoczek · a2 – Biały pionek · b2 – Biały pionek · e2 – Biały pionek · f2 – Biały pionek · g2 – Biały pionek · h2 – Biały pionek · a1 – Biała wieża · c1 – Biały goniec · d1 – Biały hetman · e1 – Biały król · f1 – Biały goniec · g1 – Biały skoczek · h1 – Biała wieża | a8 – Czarna wieża · b8 – Czarny skoczek · c8 – Czarny goniec · d8 – Czarny hetman · e8 – Czarny król · f8 – Czarny goniec · h8 – Czarna wieża · a7 – Czarny pionek · b7 – Czarny pionek · c7 – Czarny pionek · e7 – Czarny pionek · f7 – Czarny pionek · h7 – Czarny pionek · f6 – Czarny skoczek · g6 – Czarny pionek · d5 – Czarny pionek · c4 – Biały pionek · d4 – Biały pionek · c3 – Biały skoczek · a2 – Biały pionek · b2 – Biały pionek · e2 – Biały pionek · f2 – Biały pionek · g2 – Biały pionek · h2 – Biały pionek · a1 – Biała wieża · c1 – Biały goniec · d1 – Biały hetman · e1 – Biały król · f1 – Biały goniec · g1 – Biały skoczek · h1 – Biała wieża | a8 – Czarna wieża · b8 – Czarny skoczek · c8 – Czarny goniec · d8 – Czarny hetman · e8 – Czarny król · f8 – Czarny goniec · h8 – Czarna wieża · a7 – Czarny pionek · b7 – Czarny pionek · c7 – Czarny pionek · e7 – Czarny pionek · f7 – Czarny pionek · h7 – Czarny pionek · f6 – Czarny skoczek · g6 – Czarny pionek · d5 – Czarny pionek · c4 – Biały pionek · d4 – Biały pionek · c3 – Biały skoczek · a2 – Biały pionek · b2 – Biały pionek · e2 – Biały pionek · f2 – Biały pionek · g2 – Biały pionek · h2 – Biały pionek · a1 – Biała wieża · c1 – Biały goniec · d1 – Biały hetman · e1 – Biały król · f1 – Biały goniec · g1 – Biały skoczek · h1 – Biała wieża | a8 – Czarna wieża · b8 – Czarny skoczek · c8 – Czarny goniec · d8 – Czarny hetman · e8 – Czarny król · f8 – Czarny goniec · h8 – Czarna wieża · a7 – Czarny pionek · b7 – Czarny pionek · c7 – Czarny pionek · e7 – Czarny pionek · f7 – Czarny pionek · h7 – Czarny pionek · f6 – Czarny skoczek · g6 – Czarny pionek · d5 – Czarny pionek · c4 – Biały pionek · d4 – Biały pionek · c3 – Biały skoczek · a2 – Biały pionek · b2 – Biały pionek · e2 – Biały pionek · f2 – Biały pionek · g2 – Biały pionek · h2 – Biały pionek · a1 – Biała wieża · c1 – Biały goniec · d1 – Biały hetman · e1 – Biały król · f1 – Biały goniec · g1 – Biały skoczek · h1 – Biała wieża | a8 – Czarna wieża · b8 – Czarny skoczek · c8 – Czarny goniec · d8 – Czarny hetman · e8 – Czarny król · f8 – Czarny goniec · h8 – Czarna wieża · a7 – Czarny pionek · b7 – Czarny pionek · c7 – Czarny pionek · e7 – Czarny pionek · f7 – Czarny pionek · h7 – Czarny pionek · f6 – Czarny skoczek · g6 – Czarny pionek · d5 – Czarny pionek · c4 – Biały pionek · d4 – Biały pionek · c3 – Biały skoczek · a2 – Biały pionek · b2 – Biały pionek · e2 – Biały pionek · f2 – Biały pionek · g2 – Biały pionek · h2 – Biały pionek · a1 – Biała wieża · c1 – Biały goniec · d1 – Biały hetman · e1 – Biały król · f1 – Biały goniec · g1 – Biały skoczek · h1 – Biała wieża | a8 – Czarna wieża · b8 – Czarny skoczek · c8 – Czarny goniec · d8 – Czarny hetman · e8 – Czarny król · f8 – Czarny goniec · h8 – Czarna wieża · a7 – Czarny pionek · b7 – Czarny pionek · c7 – Czarny pionek · e7 – Czarny pionek · f7 – Czarny pionek · h7 – Czarny pionek · f6 – Czarny skoczek · g6 – Czarny pionek · d5 – Czarny pionek · c4 – Biały pionek · d4 – Biały pionek · c3 – Biały skoczek · a2 – Biały pionek · b2 – Biały pionek · e2 – Biały pionek · f2 – Biały pionek · g2 – Biały pionek · h2 – Biały pionek · a1 – Biała wieża · c1 – Biały goniec · d1 – Biały hetman · e1 – Biały król · f1 – Biały goniec · g1 – Biały skoczek · h1 – Biała wieża | a8 – Czarna wieża · b8 – Czarny skoczek · c8 – Czarny goniec · d8 – Czarny hetman · e8 – Czarny król · f8 – Czarny goniec · h8 – Czarna wieża · a7 – Czarny pionek · b7 – Czarny pionek · c7 – Czarny pionek · e7 – Czarny pionek · f7 – Czarny pionek · h7 – Czarny pionek · f6 – Czarny skoczek · g6 – Czarny pionek · d5 – Czarny pionek · c4 – Biały pionek · d4 – Biały pionek · c3 – Biały skoczek · a2 – Biały pionek · b2 – Biały pionek · e2 – Biały pionek · f2 – Biały pionek · g2 – Biały pionek · h2 – Biały pionek · a1 – Biała wieża · c1 – Biały goniec · d1 – Biały hetman · e1 – Biały król · f1 – Biały goniec · g1 – Biały skoczek · h1 – Biała wieża | 3 |
| 2 | a8 – Czarna wieża · b8 – Czarny skoczek · c8 – Czarny goniec · d8 – Czarny hetman · e8 – Czarny król · f8 – Czarny goniec · h8 – Czarna wieża · a7 – Czarny pionek · b7 – Czarny pionek · c7 – Czarny pionek · e7 – Czarny pionek · f7 – Czarny pionek · h7 – Czarny pionek · f6 – Czarny skoczek · g6 – Czarny pionek · d5 – Czarny pionek · c4 – Biały pionek · d4 – Biały pionek · c3 – Biały skoczek · a2 – Biały pionek · b2 – Biały pionek · e2 – Biały pionek · f2 – Biały pionek · g2 – Biały pionek · h2 – Biały pionek · a1 – Biała wieża · c1 – Biały goniec · d1 – Biały hetman · e1 – Biały król · f1 – Biały goniec · g1 – Biały skoczek · h1 – Biała wieża | a8 – Czarna wieża · b8 – Czarny skoczek · c8 – Czarny goniec · d8 – Czarny hetman · e8 – Czarny król · f8 – Czarny goniec · h8 – Czarna wieża · a7 – Czarny pionek · b7 – Czarny pionek · c7 – Czarny pionek · e7 – Czarny pionek · f7 – Czarny pionek · h7 – Czarny pionek · f6 – Czarny skoczek · g6 – Czarny pionek · d5 – Czarny pionek · c4 – Biały pionek · d4 – Biały pionek · c3 – Biały skoczek · a2 – Biały pionek · b2 – Biały pionek · e2 – Biały pionek · f2 – Biały pionek · g2 – Biały pionek · h2 – Biały pionek · a1 – Biała wieża · c1 – Biały goniec · d1 – Biały hetman · e1 – Biały król · f1 – Biały goniec · g1 – Biały skoczek · h1 – Biała wieża | a8 – Czarna wieża · b8 – Czarny skoczek · c8 – Czarny goniec · d8 – Czarny hetman · e8 – Czarny król · f8 – Czarny goniec · h8 – Czarna wieża · a7 – Czarny pionek · b7 – Czarny pionek · c7 – Czarny pionek · e7 – Czarny pionek · f7 – Czarny pionek · h7 – Czarny pionek · f6 – Czarny skoczek · g6 – Czarny pionek · d5 – Czarny pionek · c4 – Biały pionek · d4 – Biały pionek · c3 – Biały skoczek · a2 – Biały pionek · b2 – Biały pionek · e2 – Biały pionek · f2 – Biały pionek · g2 – Biały pionek · h2 – Biały pionek · a1 – Biała wieża · c1 – Biały goniec · d1 – Biały hetman · e1 – Biały król · f1 – Biały goniec · g1 – Biały skoczek · h1 – Biała wieża | a8 – Czarna wieża · b8 – Czarny skoczek · c8 – Czarny goniec · d8 – Czarny hetman · e8 – Czarny król · f8 – Czarny goniec · h8 – Czarna wieża · a7 – Czarny pionek · b7 – Czarny pionek · c7 – Czarny pionek · e7 – Czarny pionek · f7 – Czarny pionek · h7 – Czarny pionek · f6 – Czarny skoczek · g6 – Czarny pionek · d5 – Czarny pionek · c4 – Biały pionek · d4 – Biały pionek · c3 – Biały skoczek · a2 – Biały pionek · b2 – Biały pionek · e2 – Biały pionek · f2 – Biały pionek · g2 – Biały pionek · h2 – Biały pionek · a1 – Biała wieża · c1 – Biały goniec · d1 – Biały hetman · e1 – Biały król · f1 – Biały goniec · g1 – Biały skoczek · h1 – Biała wieża | a8 – Czarna wieża · b8 – Czarny skoczek · c8 – Czarny goniec · d8 – Czarny hetman · e8 – Czarny król · f8 – Czarny goniec · h8 – Czarna wieża · a7 – Czarny pionek · b7 – Czarny pionek · c7 – Czarny pionek · e7 – Czarny pionek · f7 – Czarny pionek · h7 – Czarny pionek · f6 – Czarny skoczek · g6 – Czarny pionek · d5 – Czarny pionek · c4 – Biały pionek · d4 – Biały pionek · c3 – Biały skoczek · a2 – Biały pionek · b2 – Biały pionek · e2 – Biały pionek · f2 – Biały pionek · g2 – Biały pionek · h2 – Biały pionek · a1 – Biała wieża · c1 – Biały goniec · d1 – Biały hetman · e1 – Biały król · f1 – Biały goniec · g1 – Biały skoczek · h1 – Biała wieża | a8 – Czarna wieża · b8 – Czarny skoczek · c8 – Czarny goniec · d8 – Czarny hetman · e8 – Czarny król · f8 – Czarny goniec · h8 – Czarna wieża · a7 – Czarny pionek · b7 – Czarny pionek · c7 – Czarny pionek · e7 – Czarny pionek · f7 – Czarny pionek · h7 – Czarny pionek · f6 – Czarny skoczek · g6 – Czarny pionek · d5 – Czarny pionek · c4 – Biały pionek · d4 – Biały pionek · c3 – Biały skoczek · a2 – Biały pionek · b2 – Biały pionek · e2 – Biały pionek · f2 – Biały pionek · g2 – Biały pionek · h2 – Biały pionek · a1 – Biała wieża · c1 – Biały goniec · d1 – Biały hetman · e1 – Biały król · f1 – Biały goniec · g1 – Biały skoczek · h1 – Biała wieża | a8 – Czarna wieża · b8 – Czarny skoczek · c8 – Czarny goniec · d8 – Czarny hetman · e8 – Czarny król · f8 – Czarny goniec · h8 – Czarna wieża · a7 – Czarny pionek · b7 – Czarny pionek · c7 – Czarny pionek · e7 – Czarny pionek · f7 – Czarny pionek · h7 – Czarny pionek · f6 – Czarny skoczek · g6 – Czarny pionek · d5 – Czarny pionek · c4 – Biały pionek · d4 – Biały pionek · c3 – Biały skoczek · a2 – Biały pionek · b2 – Biały pionek · e2 – Biały pionek · f2 – Biały pionek · g2 – Biały pionek · h2 – Biały pionek · a1 – Biała wieża · c1 – Biały goniec · d1 – Biały hetman · e1 – Biały król · f1 – Biały goniec · g1 – Biały skoczek · h1 – Biała wieża | a8 – Czarna wieża · b8 – Czarny skoczek · c8 – Czarny goniec · d8 – Czarny hetman · e8 – Czarny król · f8 – Czarny goniec · h8 – Czarna wieża · a7 – Czarny pionek · b7 – Czarny pionek · c7 – Czarny pionek · e7 – Czarny pionek · f7 – Czarny pionek · h7 – Czarny pionek · f6 – Czarny skoczek · g6 – Czarny pionek · d5 – Czarny pionek · c4 – Biały pionek · d4 – Biały pionek · c3 – Biały skoczek · a2 – Biały pionek · b2 – Biały pionek · e2 – Biały pionek · f2 – Biały pionek · g2 – Biały pionek · h2 – Biały pionek · a1 – Biała wieża · c1 – Biały goniec · d1 – Biały hetman · e1 – Biały król · f1 – Biały goniec · g1 – Biały skoczek · h1 – Biała wieża | 2 |
| 1 | a8 – Czarna wieża · b8 – Czarny skoczek · c8 – Czarny goniec · d8 – Czarny hetman · e8 – Czarny król · f8 – Czarny goniec · h8 – Czarna wieża · a7 – Czarny pionek · b7 – Czarny pionek · c7 – Czarny pionek · e7 – Czarny pionek · f7 – Czarny pionek · h7 – Czarny pionek · f6 – Czarny skoczek · g6 – Czarny pionek · d5 – Czarny pionek · c4 – Biały pionek · d4 – Biały pionek · c3 – Biały skoczek · a2 – Biały pionek · b2 – Biały pionek · e2 – Biały pionek · f2 – Biały pionek · g2 – Biały pionek · h2 – Biały pionek · a1 – Biała wieża · c1 – Biały goniec · d1 – Biały hetman · e1 – Biały król · f1 – Biały goniec · g1 – Biały skoczek · h1 – Biała wieża | a8 – Czarna wieża · b8 – Czarny skoczek · c8 – Czarny goniec · d8 – Czarny hetman · e8 – Czarny król · f8 – Czarny goniec · h8 – Czarna wieża · a7 – Czarny pionek · b7 – Czarny pionek · c7 – Czarny pionek · e7 – Czarny pionek · f7 – Czarny pionek · h7 – Czarny pionek · f6 – Czarny skoczek · g6 – Czarny pionek · d5 – Czarny pionek · c4 – Biały pionek · d4 – Biały pionek · c3 – Biały skoczek · a2 – Biały pionek · b2 – Biały pionek · e2 – Biały pionek · f2 – Biały pionek · g2 – Biały pionek · h2 – Biały pionek · a1 – Biała wieża · c1 – Biały goniec · d1 – Biały hetman · e1 – Biały król · f1 – Biały goniec · g1 – Biały skoczek · h1 – Biała wieża | a8 – Czarna wieża · b8 – Czarny skoczek · c8 – Czarny goniec · d8 – Czarny hetman · e8 – Czarny król · f8 – Czarny goniec · h8 – Czarna wieża · a7 – Czarny pionek · b7 – Czarny pionek · c7 – Czarny pionek · e7 – Czarny pionek · f7 – Czarny pionek · h7 – Czarny pionek · f6 – Czarny skoczek · g6 – Czarny pionek · d5 – Czarny pionek · c4 – Biały pionek · d4 – Biały pionek · c3 – Biały skoczek · a2 – Biały pionek · b2 – Biały pionek · e2 – Biały pionek · f2 – Biały pionek · g2 – Biały pionek · h2 – Biały pionek · a1 – Biała wieża · c1 – Biały goniec · d1 – Biały hetman · e1 – Biały król · f1 – Biały goniec · g1 – Biały skoczek · h1 – Biała wieża | a8 – Czarna wieża · b8 – Czarny skoczek · c8 – Czarny goniec · d8 – Czarny hetman · e8 – Czarny król · f8 – Czarny goniec · h8 – Czarna wieża · a7 – Czarny pionek · b7 – Czarny pionek · c7 – Czarny pionek · e7 – Czarny pionek · f7 – Czarny pionek · h7 – Czarny pionek · f6 – Czarny skoczek · g6 – Czarny pionek · d5 – Czarny pionek · c4 – Biały pionek · d4 – Biały pionek · c3 – Biały skoczek · a2 – Biały pionek · b2 – Biały pionek · e2 – Biały pionek · f2 – Biały pionek · g2 – Biały pionek · h2 – Biały pionek · a1 – Biała wieża · c1 – Biały goniec · d1 – Biały hetman · e1 – Biały król · f1 – Biały goniec · g1 – Biały skoczek · h1 – Biała wieża | a8 – Czarna wieża · b8 – Czarny skoczek · c8 – Czarny goniec · d8 – Czarny hetman · e8 – Czarny król · f8 – Czarny goniec · h8 – Czarna wieża · a7 – Czarny pionek · b7 – Czarny pionek · c7 – Czarny pionek · e7 – Czarny pionek · f7 – Czarny pionek · h7 – Czarny pionek · f6 – Czarny skoczek · g6 – Czarny pionek · d5 – Czarny pionek · c4 – Biały pionek · d4 – Biały pionek · c3 – Biały skoczek · a2 – Biały pionek · b2 – Biały pionek · e2 – Biały pionek · f2 – Biały pionek · g2 – Biały pionek · h2 – Biały pionek · a1 – Biała wieża · c1 – Biały goniec · d1 – Biały hetman · e1 – Biały król · f1 – Biały goniec · g1 – Biały skoczek · h1 – Biała wieża | a8 – Czarna wieża · b8 – Czarny skoczek · c8 – Czarny goniec · d8 – Czarny hetman · e8 – Czarny król · f8 – Czarny goniec · h8 – Czarna wieża · a7 – Czarny pionek · b7 – Czarny pionek · c7 – Czarny pionek · e7 – Czarny pionek · f7 – Czarny pionek · h7 – Czarny pionek · f6 – Czarny skoczek · g6 – Czarny pionek · d5 – Czarny pionek · c4 – Biały pionek · d4 – Biały pionek · c3 – Biały skoczek · a2 – Biały pionek · b2 – Biały pionek · e2 – Biały pionek · f2 – Biały pionek · g2 – Biały pionek · h2 – Biały pionek · a1 – Biała wieża · c1 – Biały goniec · d1 – Biały hetman · e1 – Biały król · f1 – Biały goniec · g1 – Biały skoczek · h1 – Biała wieża | a8 – Czarna wieża · b8 – Czarny skoczek · c8 – Czarny goniec · d8 – Czarny hetman · e8 – Czarny król · f8 – Czarny goniec · h8 – Czarna wieża · a7 – Czarny pionek · b7 – Czarny pionek · c7 – Czarny pionek · e7 – Czarny pionek · f7 – Czarny pionek · h7 – Czarny pionek · f6 – Czarny skoczek · g6 – Czarny pionek · d5 – Czarny pionek · c4 – Biały pionek · d4 – Biały pionek · c3 – Biały skoczek · a2 – Biały pionek · b2 – Biały pionek · e2 – Biały pionek · f2 – Biały pionek · g2 – Biały pionek · h2 – Biały pionek · a1 – Biała wieża · c1 – Biały goniec · d1 – Biały hetman · e1 – Biały król · f1 – Biały goniec · g1 – Biały skoczek · h1 – Biała wieża | a8 – Czarna wieża · b8 – Czarny skoczek · c8 – Czarny goniec · d8 – Czarny hetman · e8 – Czarny król · f8 – Czarny goniec · h8 – Czarna wieża · a7 – Czarny pionek · b7 – Czarny pionek · c7 – Czarny pionek · e7 – Czarny pionek · f7 – Czarny pionek · h7 – Czarny pionek · f6 – Czarny skoczek · g6 – Czarny pionek · d5 – Czarny pionek · c4 – Biały pionek · d4 – Biały pionek · c3 – Biały skoczek · a2 – Biały pionek · b2 – Biały pionek · e2 – Biały pionek · f2 – Biały pionek · g2 – Biały pionek · h2 – Biały pionek · a1 – Biała wieża · c1 – Biały goniec · d1 – Biały hetman · e1 – Biały król · f1 – Biały goniec · g1 – Biały skoczek · h1 – Biała wieża | 1 |
|   | a | b | c | d | e | f | g | h |   |

Obrona Grünfelda – nazwa popularnego debiutu zamkniętego, oznaczonego kodem ECO D70-99. Pozycja wyjściowa powstaje po:
1. d4 Sf6
2. c4 g6
3. Sc3 d5

Po raz pierwszy zastosowana została przez Ernsta Grünfelda w 1922 r., w czwartej partii jego meczu z Albertem Beckerem. 
Czarne prowokują przeciwnika do zajęcia centrum pionami, które następnie staną się obiektem ataku ze strony czarnych figur.

## Podstawowe warianty
| wariant wymienny  | 4.c:d5 S:d5 5.e4 |
| wariant rosyjski  | 4.Sf3 Gg7 5.Hb3  |
| wariant Tajmanowa | 4.Sf3 Gg7 5.Gg5  |

## Wybrana literatura
- András Adorján, Jeno Dory Winning With the Grunfeld (Macmillan, 1987)
- Aleksiej Suetin The Complete Grünfeld (Batsford, 1991)
- Anatolij Karpow Beating the Grünfeld (Batsford, 1992)
- Jonathan Rowson Understanding the Grünfeld (Gambit, 1998)
- Jacob Aagaard Starting Out: The Grunfeld (Everyman Chess, 2000)
- Nigel Davies The Grünfeld Defence (Everyman Chess, 2002)
- Bogdan Lalić The Grunfeld for the Attacking Player (Batsford, 2002)
- Konstantin Sakajew An Expert's Guide to the 7.Bc4 Gruenfeld (Chess Stars, 2006)
- Jelena Dembo Play the Grünfeld (Everyman Chess, 2007)